# Haras de Hus
Le haras de Hus est un haras privé français situé à Petit-Mars dans la Loire-Atlantique, l'un des plus grands haras d'élevage de chevaux de sport, dont le Selle français.

## Histoire
Créé en juillet 2004, le haras de Hus est géré par M. Xavier Marie, un industriel passionné de chevaux qui a fondé la chaîne de magasins Maisons du Monde. La structure se situe dans la commune de Petit-Mars. Le domaine abrite le célèbre château du Pont-Hus. Une vingtaine de salariés sont employés, et 400 chevaux y vivent. Une centaine de chevaux de sport (dressage et saut d'obstacles) y naissent chaque année. Seuls 4 ou 5 ont le potentiel pour concourir au plus haut niveau. Le haras de Hus a accueilli d'excellents chevaux, notamment Silvana montée par Kevin Staut. Le jeune cavalier accompagne ce haras pendant quatre ans de 2008 à 2012, puis Xavier Marie entame un partenariat avec Michel Robert, en raison d'une mésentente avec Staut.
Le haras de Hus s'illustre notamment via son élevage de chevaux de dressage, remportant plusieurs fois de suite les finales nationales de dressage jeunes chevaux en France. En 2005, le haras de Hus fait l'acquisition de Poetin 2, jument championne des jeunes chevaux de dressage qui meurt des suites de son transport peu après son arrivée. Le haras fait ensuite appel à la société Cryozootech pour cloner la jument.

## Vente du cheptel
En avril 2024 et dans le cadre de la cessation d'activités du haras de Hus, Monsieur Marie souhaite vendre la quasi-totalité du cheptel de chevaux de Hus lors d'une vente aux enchères physique et en live ; la vente est prévue le 11 juin 2024, organisée par Balzan Enchères. Non seulement les chevaux sont vendus, mais également les poulains, les embryons et les paillettes de semences. Le propriétaire assure que les services extérieurs proposés par le centre d'insémination restent fonctionnels jusqu'à fin 2024 au minimum.

## Reproduction
Le Haras de Hus, possédant un centre de reproduction, accueille de la clientèle extérieure et pratique différents processus (insémination artificielle, ponction ovocytaire, transfert d'embryons).

### Liens web
- Site officiel